# Słowackie monety euro
Awersy monet euro bitych na Słowacji.
Korona słowacka została zastąpiona 1 stycznia 2009 r. przez euro. 19 sierpnia 2008 r. Słowacja rozpoczęła produkcję monet w mennicy w Kremnicy.
- 1 i 2 euro przedstawiają herb Słowacji
- 10, 20 i 50 centów przedstawiają Zamek Bratysławski
- 1, 2 i 5 centów przedstawiają górę Krywań w Tatrach Wysokich